# Jonathan James
Jonathan James (polno ime Jonathan Joseph James) je znan ameriški računalniški heker iz Miamija, poznan tudi pod vzdevkom c0mrade. Rodil se je 12. decembra 1983 v Miamiju, 18. maja 2008 pa je storil samomor.  

## Življenje
Jonathan se je že v zgodnjem otroštvu zanimal za računalniško tehnologijo. Pri šestih letih je začel uporabljati računalnik, kasneje, v srednji šoli je samostojno obvladal sistemsko programiranje. 
Ko je bil star 18. let je njegova mati umrla zaradi raka. Po njej je družina James podedovala hišo, v kateri je Jonathan živel s svojim bratom. Za kariero ali študij ni kazal zanimanja.

## Napad na NASO
Pri 15. letih je Jonathan James s Pentium računalnikom vdrl v NASO. Preko strežnika vladne agencije v Alabami, je junija 1999, neovirano dva dni brskal po njihovem omrežju in prenesel za 1,7 milijonov $ vredno NASA programsko opremo, ki je v vesoljski postaji nadzorovala okolje, vključno s podatki o temperaturi in vlagi.
Z vdorom je pridobil izvorno kodo mednarodne vesoljske postaje in vdrl v Pentagonov računalniški sistem orožij ter prestregel 3300 elektronskih sporočil, ukradel gesla in brskal po omrežju kot eden izmed zaposlenih v najvišjem rangu. NASA je bila zaradi vdora primorana odklopiti vse računalnike za 21 dni, da so lahko ustavili napad na sistem. Škoda je bila ocenjena na 41 000$.
Med 23. avgustom in 27. oktobrom 1999 je James vdrl v več sistemov, vključno z BellSouth (telekomunikacijsko podjetje) in Miami-Dade (šolski sistem). Njegovim aktivnostim so oblasti začele slediti ob vdoru v Defense Threat Reduction Agency (DTRA), ki je del Department of Defense, ZDA. James je kasneje priznal, da je namestil nepooblaščena stranska vrata (ang. backdoor) v strežnik v Dullesu (Virginiji), ki ga je uporabil za namestitev »sniffer-ja«. Z vohunskim programom je prestregel preko 3000 sporočil, ki so si jih izmenjevali zaposleni v DTRA. Prav tako je zajel njihova uporabniška imena in gesla.

## Obsodba
Leta 2000 je postal prvi mladostnik (star 16 let) obsojen zaradi vdora v sisteme vladnih agencij. Obsojen je bil na 6 mesecev hišnega pripora in pogojno kazen. Ker je kasneje neuspešno prestal test za odkrivanje prisotnosti drog v telesu in s tem kršil pogojno kazen, je moral prestati 6 mesecev zaporne kazni.

## Smrt
Jonathan James je živel kratko in tragično življenje, ki se je končalo s samomorom. Agenti so pri hišni preiskavi njegovega doma odkrili staro poslovilno pismo, kar nakazuje, da je Jonathan dalj časa trpel za depresijo. 
Okoli leta 2004 je bilo več podjetij, vključno z Boston Market, Barnes&Noble, OfficeMax, TJX, Forever 21 žrtev masivnega napada na računalniške sisteme. Storilci so z vdori, v omenjena maloprodajna podjetja, ogrozili več deset milijonov kreditnih kartic. Oblasti so sumile, da je bil Jonathan vpleten v ta niz kaznivih dejanj, vendar sam tega ni priznal. Ti napadi so se glede na motiv razlikovali od kaznivih dejanj, ki jih je v preteklosti izvršil Jonathan, saj pred tem ni izvajal finančno motiviranih napadov. 
Dva tedna po tem, ko je policija izvedla racijo na njegovem domu, zaradi suma vpletenosti v vdor več maloprodajnih podjetij, je storil samomor, star pa je bil komaj 24 let. V poslovilnem pismu, dolgem 5 strani, je zapisal, da je nedolžen, vendar ne zaupa pravosodnemu sistemu. Prepričan je bil, da v primeru sojenja ne bo deležen poštene obravnave.